# 斯皮維山
69°31′S 69°50′W / 69.517°S 69.833°W
斯皮維山（英語：Mount Spivey）是南極洲的山峰，位於亞歷山大一世島東北部道格拉斯嶺北端附近，處於尼古拉斯山以南17公里的托因比冰川西岸，海拔高度2,135米。